# Argiope beibeng
Espèce
Argiope beibeng est une espèce d'araignées aranéomorphes de la famille des Araneidae.

## Distribution
Cette espèce est endémique du Tibet en Chine,. Elle se rencontre dans le xian de Mêdog.

## Description
Le mâle holotype mesure 2,35 mm et la femelle paratype 5,80 mm.

## Systématique et taxinomie
Cette espèce a été décrite par Mi et Wang en 2024.

## Étymologie
Son nom d'espèce lui a été donné en référence au lieu de sa découverte, Beibeng.

## Publication originale
(juillet 2024).
- Mi, Zhang & Wang, 2024 : « Description of two species of the orb-weaver spider genus Argiope Audouin, 1826 (Araneae, Araneidae) from Xizang, China. » Biodiversity Data Journal, vol. 12, no e125601, p. 1-14 (texte intégral).